# أبو الحسن الأشموني
أبو الحسن نور الدين علي بن محمد بن عيسى بن يوسف (838- 900 هـ / 1435- 1495 م)، يُعَرف بالأشموني، نسبةً إلى مدينة أشمون. هو نحويّ فقيهٌ وأصوليُّ ومنطقي مصري من القاهرة في القرن التاسع الهجري، ويَعُدُّه مؤَرِّخو النحو العربي من رجال المدرسة المصريَّة الشاميَّة.

## حياته
ولِدَ علي بن محمد بن عيسى بن يوسف المُلَقَّب بنور الدين المُكَنَّى بأبي الحسن في سنة 838 من التقويم الهجري، وكانت ولادته في قناطر السِّباع في مصر، وتعود أصوله إلى مدينة أشمون المصريَّة ويُنسَبُ إليها. نشأ الأشموني في مسقط رأسه، ثُمَّ انتقل إلى القاهرة واستقرَّ فيها، وهناك بدأ رحلته مع العلم بحفظ القرآن وألفيَّة ابن مالك، ثُمَّ أخذ علوم النحو عن الكافيجي والقراءات القرآنية عن ابن الجزري، بعد تعمَّقه في العلوم تصدَّر للتدريس واجتمع حوله عدد من الطلبة، وتولَّى القضاء في القاهرة. تُوفِّي الأشموني في سنة 929 من التقويم الهجري بمدينة القاهرة.
تعرَّض الأشموني للكثير من الانتقادات، كان أوَّلها من قِبَلِ معاصره شمس الدين السخاوي الذي شنَّ حرباً ضِدَّه وضِدَّ مُعلِّمه جلال الدين السيوطي، وانتقد السخاوي خاصَّةً كتابه «نظم جمع الجوامع في الأصول»، وقد قال السخاوي عن الأشموني: «راج أمره، ورجحَ على السيوطي مع اشتراكهما في الحُمق، غير أنَّ ذلك [السيوطي] أرجح». ويُنتَقد الأشموني لقلَّة معرفته بالشواهد الشعرية، فهو يعرض شواهدَ مُحرَّفة في بعض الأحيان أو ينسبها إلى غير قائلها، وتُوجَّه إليه انتقادات متعلِّقة بالتصريف، وهناك أمثلة يخلط فيها بين اشتقاقات متقاربة كقوله أنَّ «عُشَيِّان» تصغيرٌ شاذ من «عِشَاء»، والواقع أنَّ تصغير «عِشَاء» هو «عُشَيِّة»، بينما «عُشَيِّان» تصغير ليس شاذاً لـ«عَشِيٌّ».

## مؤلفاته
تُنسَب إليه المؤلفات التالية:
- «شرح ألفيَّة ابن مالك» (في النحو) ويُعرف باسم شرح الأشموني
- «نظم المنهاج» (في الفقه).
- «شرح نظم المنهاج» (يشرح الكتاب السابق).
- «نظم جمع الجوامع».
- «نظم إيساغوجي» (في المنطق).